# Giuseppe Furino
Giuseppe Furino (* 5. července 1946 Palermo, Italské království) je bývalý italský fotbalový záložník.
V Juventusu hrál již od mladých let a jeho chráněncem byl fotbalista Cesarini. Nejprve procházel po hostování, hrál za Savonu a Palermo, který na něj měl odkoupení. Jenže po sezoně 1968/69 ji neuplatnil. Poté již do konce své kariéry, která byla ještě 15 let dlouhá, byl věrný staré dámě. Během této doby, získal osm titulů v lize (1971/72, 1972/73, 1974/75, 1976/77, 1977/78, 1980/81, 1981/82, 1983/84), dvě vítězství v italském poháru (1978/79, 1982/83) a také měl po jednom vítězství v poháru UEFA (1976/77) a PVP (1983/84). V létě roku 1976, když odešel kapitán Anastasi, se stal jeho následovníkem. Sezona 1982/83 byla jeho poslední, kterou vedl jako kapitán. V následující sezoně již odehrál jen tři zápasy, ale i tak slavil svůj osmý titul a vyrovnal tak rekord počtu titulů u Bianconeri. Spolu s ním měli rekord Virginio Rosetta a Giovanni Ferrari. Rekord padl 2017/18, když devátý titul získal Gianluigi Buffon. Za Bianconeri odehrál celkem 534 utkání a vstřelil 19 branek. Konec kariéry ohlásil v roce 1984.
Za reprezentaci odehrál tři utkání. Byl na MS 1970, kde získal stříbro.
Po fotbalové kariéře se v roce 1991 stal u Bianconeri vedoucím v sektoru mládeže, kterou zastával do roku 1998.

## Hráčská statistika
| Sezóna  | Klub     | Liga    | Liga   | Liga       | Ligové poháry | Ligové poháry | Ligové poháry | Kontinentální poháry | Kontinentální poháry | Kontinentální poháry | Celkem | Celkem |
| Sezóna  | Klub     | Soutěž  | Zápasy | Obdr. Góly | Soutěž        | Zápasy        | Góly          | Soutěž               | Zápasy               | Góly                 | Zápasy | Góly   |
| ------- | -------- | ------- | ------ | ---------- | ------------- | ------------- | ------------- | -------------------- | -------------------- | -------------------- | ------ | ------ |
| 1965/66 | Juventus | Serie A | 0      | 0          | IP            | 0             | 0             | -                    | 0                    | 0                    | 0      | 0      |
| 1966/67 | Savona   | Serie B | 32     | 1          | IP            | 1             | 0             | -                    | 0                    | 0                    | 33     | 1      |
| 1967/68 | Savona   | Serie C | 29     | 6          | -             | 0             | 0             | -                    | 0                    | 0                    | 29     | 6      |
| 1968/69 | Palermo  | Serie A | 27     | 1          | IP            | 3             | 0             | Stř.P                | 2                    | 0                    | 32     | 1      |
| 1969/70 | Juventus | Serie A | 30     | 2          | IP            | 5             | 1             | Vel.P                | 3                    | 0                    | 38     | 3      |
| 1970/71 | Juventus | Serie A | 27     | 1          | IP            | 3             | 0             | Vel.P                | 11                   | 0                    | 41     | 1      |
| 1971/72 | Juventus | Serie A | 27     | 2          | IP            | 7             | 2             | UEFA                 | 7                    | 1                    | 41     | 5      |
| 1972/73 | Juventus | Serie A | 27     | 0          | IP            | 8             | 1             | PMEZ                 | 9                    | 0                    | 44     | 1      |
| 1973/74 | Juventus | Serie A | 24     | 0          | IP            | 6             | 1             | PMEZ+Int.P           | 1+0                  | 1                    | 31     | 2      |
| 1974/75 | Juventus | Serie A | 28     | 0          | IP            | 7             | 0             | UEFA                 | 7                    | 0                    | 42     | 0      |
| 1975/76 | Juventus | Serie A | 26     | 2          | IP            | 4             | 0             | PMEZ                 | 4                    | 1                    | 34     | 3      |
| 1976/77 | Juventus | Serie A | 26     | 1          | IP            | 8             | 1             | UEFA                 | 9                    | 0                    | 43     | 2      |
| 1977/78 | Juventus | Serie A | 26     | 0          | IP            | 7             | 1             | PMEZ                 | 6                    | 0                    | 39     | 1      |
| 1978/79 | Juventus | Serie A | 22     | 0          | IP            | 9             | 0             | PMEZ                 | 2                    | 0                    | 33     | 0      |
| 1979/80 | Juventus | Serie A | 25     | 0          | IP            | 4             | 0             | PVP                  | 7                    | 0                    | 36     | 0      |
| 1980/81 | Juventus | Serie A | 24     | 0          | IP            | 5             | 0             | UEFA                 | 4                    | 1                    | 33     | 1      |
| 1981/82 | Juventus | Serie A | 27     | 0          | IP            | 4             | 0             | PMEZ                 | 3                    | 0                    | 34     | 0      |
| 1982/83 | Juventus | Serie A | 21     | 0          | IP            | 10            | 0             | PMEZ                 | 5                    | 0                    | 36     | 0      |
| 1983/84 | Juventus | Serie A | 1      | 0          | IP            | 2             | 0             | PVP                  | 0                    | 0                    | 3      | 0      |
| Celkově | Celkově  | Celkově | 449    | 16         | -             | 93            | 7             | -                    | 80                   | 4                    | 622    | 27     |

## Hráčské úspěchy

### Klubové
- 8× vítěz italské ligy (1971/72, 1972/73, 1974/75, 1976/77, 1977/78, 1980/81, 1981/82, 1983/84)
- 2× vítěz italského poháru (1978/79, 1982/83)
- 1x vítěz poháru UEFA (1976/77)
- 1x vítěz poháru PVP (1983/84)

### Reprezentační
- 1× na MS (1970 - stříbro)

### Vyznamenání
Medaile za atletickou statečnost (1970) 